# Pływanie synchroniczne na Mistrzostwach Świata w Pływaniu 2013 – duety technicznie
Duety technicznie – jedna z konkurencji rozgrywanych w ramach pływania synchronicznego, podczas mistrzostw świata w pływaniu w 2013. Eliminacje oraz finał odbyły się 21 lipca.
Do eliminacji zgłoszone zostały 33 pary. Szesnaście najlepszych duetów awansowało do finałowej rywalizacji.
Zawody w tej konkurencji wygrały reprezentantki Rosji Swietłana Kolesniczenko i Swietłana Romaszyna. Drugą pozycję zajęły zawodniczki z Chin Jiang Tingting i Jiang Wenwen, trzecią zaś reprezentujące Hiszpanię Ona Carbonell i Margalida Crespí.

## Wyniki
| Miejsce | Zawodniczki                                      | Państwo          | Eliminacje | Eliminacje | Finał  | Finał   |
| Miejsce | Zawodniczki                                      | Państwo          | Wynik      | Miejsce    | Wynik  | Miejsce |
| ------- | ------------------------------------------------ | ---------------- | ---------- | ---------- | ------ | ------- |
| 01 !    | Swietłana Kolesniczenko Swietłana Romaszyna      | Rosja            | 97,000     | 1.         | 97,300 | 1.      |
| 02 !    | Jiang Tingting Jiang Wenwen                      | Chiny            | 94,800     | 2.         | 94,900 | 2.      |
| 03 !    | Ona Carbonell Margalida Crespí                   | Hiszpania        | 93,900     | 3.         | 93,800 | 3.      |
| 4.      | Łolita Ananasowa Anna Wołoszyna                  | Ukraina          | 91,800     | 4.         | 92,400 | 4.      |
| 5.      | Yumi Adachi Yukiko Inui                          | Japonia          | 90,400     | 5.         | 91,700 | 5.      |
| 6.      | Chloe Isaac Karine Thomas                        | Kanada           | 89,700     | 6.         | 90,000 | 6.      |
| 7.      | Ewangelia Platanioti Despina Solomu              | Grecja           | 89,200     | 7.         | 88,300 | 7.      |
| 8.      | Olivia Federici Jenna Randall                    | Wielka Brytania  | 87,700     | 8.         | 87,800 | 8.      |
| 8.      | Linda Cerruti Costanza Ferro                     | Włochy           | 87,300     | 9.         | 87,800 | 8.      |
| 10.     | Kim Jin Gyong Kim Jong Hui                       | Korea Północna   | 84,100     | 10.        | 84,700 | 10.     |
| 11.     | Soňa Bernardová Alžběta Dufková                  | Czechy           | 83,900     | 11.        | 84,600 | 11.     |
| 12.     | Isabel Delgado Nuria Diosdado                    | Meksyk           | 83,300     | 12.        | 83,800 | 12.     |
| 13.     | Lorena Molinos Giovana Stephan                   | Brazylia         | 83,300     | 12.        | 82,500 | 13.     |
| 14.     | Pamela Fischer Anja Nyffeler                     | Szwajcaria       | 82,000     | 14.        | 82,200 | 14.     |
| 15.     | Etel Sánchez Sofía Sánchez                       | Argentyna        | 79,300     | 15.        | 79,800 | 15.     |
| 16.     | Aleksandra Niemicz Jekaterina Niemicz            | Kazachstan       | 78,000     | 16.        | 78,300 | 16.     |
| 17.     | Estefanía Álvarez Mónica Arango                  | Kolumbia         | 77,700     | 17.        | NQ     | NQ      |
| 18.     | Wiebke Jeske Edith Zappenfeld                    | Niemcy           | 77,600     | 18.        | NQ     | NQ      |
| 19.     | Iryna Limanouska Ija Żyszkiewicz                 | Białoruś         | 77,300     | 19.        | NQ     | NQ      |
| 20.     | Kristína Krajčovičová Jana Labáthová             | Słowacja         | 77,100     | 20.        | NQ     | NQ      |
| 21.     | Anastasiya Ruzmetova Anastasiya Zdraykovskaya    | Uzbekistan       | 72,100     | 21.        | NQ     | NQ      |
| 22.     | Olga Burtaev Bianca Hammett                      | Australia        | 71,700     | 22.        | NQ     | NQ      |
| 23.     | Caitlin Anderson Kirstin Anderson                | Nowa Zelandia    | 71,200     | 23.        | NQ     | NQ      |
| 24.     | Gu Seul Kim Ka-young                             | Korea Południowa | 70,800     | 24.        | NQ     | NQ      |
| 25.     | Ana Cekić Jovana Petrović                        | Serbia           | 70,000     | 25.        | NQ     | NQ      |
| 26.     | Mei Qi Stephanie Chen Yu Hui Crystal Yap         | Singapur         | 69,800     | 26.        | NQ     | NQ      |
| 27.     | Anouk Stephanie Eman Kyra Hoevertsz              | Aruba            | 69,600     | 27.        | NQ     | NQ      |
| 28.     | Marija Kirkowa Kalina Jordanowa                  | Bułgaria         | 68,500     | 28.        | NQ     | NQ      |
| 29.     | Albany Avila Karla Loaiza                        | Wenezuela        | 67,200     | 29.        | NQ     | NQ      |
| 30.     | Bianca Benavides Violeta Mitinian                | Kostaryka        | 66,300     | 30.        | NQ     | NQ      |
| 31.     | Cho Man Yee Nora Lau Michelle Hoi Ting           | Hongkong         | 61,800     | 31.        | NQ     | NQ      |
| 32.     | Carmen Alfonso Rodriguez Odailys Suarez Castillo | Kuba             | 61,700     | 32.        | NQ     | NQ      |
| 33.     | Aphichaya Saengrusamee Arpapat Saengrusamee      | Tajlandia        | 55,400     | 33.        | NQ     | NQ      |